# گلدشتاین ۵۳۹۳
سیارک ۵۳۹۳ (به انگلیسی: 5393 Goldstein، نامگذاری:1986ET) پنج هزار و سیصد و نود و سومین سیارک کشف شده‌است که در ۵ مارس ۱۹۸۶ کشف شد.
قدر مطلق سیارک برابر ۱۳٫۶۰ است.